# アルイーシオ・シャヴェス・ヒベイロ・モラエス・ジュニオール
ジュニオール・モラエス（Júnior Moraes）ことアルイーシオ・シャヴェス・ヒベイロ・モラエス・ジュニオール（ポルトガル語: Aluísio Chaves Ribeiro Moraes Júnior、1987年4月4日 - ）は、ウクライナの元サッカー選手。ブラジル・サンパウロ州サントス出身。元ウクライナ代表。現役時代のポジションはFW。

## クラブ歴

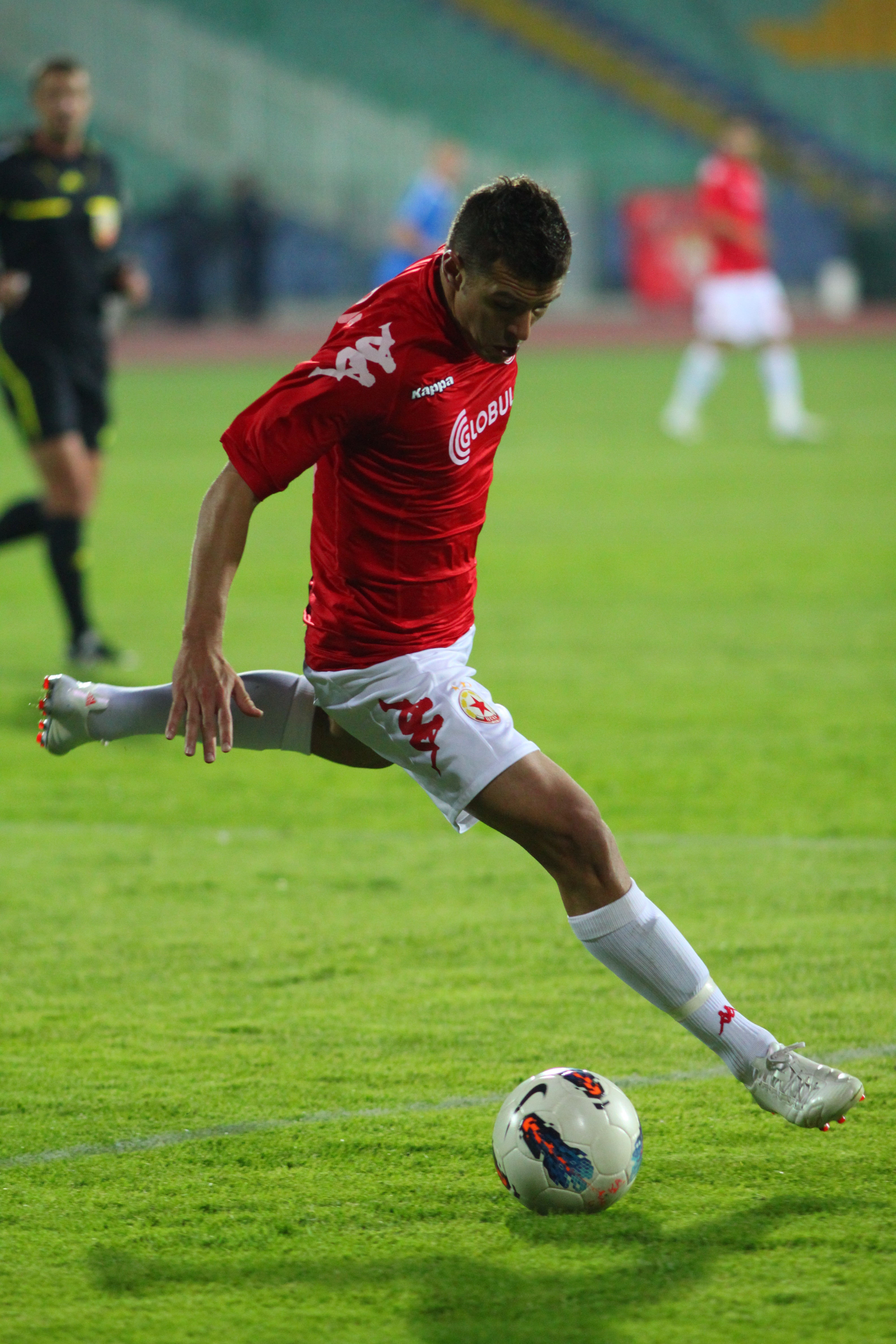
2011年、CSKAソフィア時代

4歳でサッカーを始め18歳の時にサントスFCでトップチームに昇格。2007年のカンピオナート・パウリスタでは最終戦のADサンカエターノ戦で得点をあげ、タイトル獲得に貢献したが、この試合がサントスでの最後の試合となり、その後はAAポンチ・プレッタやECサント・アンドレに所属した。
2010年にリーガIのAFグロリア・ビストリツァに移籍。17試合で10得点のデビューを飾った。翌2010-11シーズンも15得点を獲得し、同シーズン半ばの2011年2月12日に125万ユーロでウクライナ・プレミアリーグのFCメタルルフ・ドネツィクへの移籍が発表された。しかしメタルルフ・ドネツィクでは1試合も出場しなかった。
同年夏にブルガリアプロサッカーリーグのPFC CSKAソフィアに加入。9月12日に行われたPFCロコモティフ・プロヴディフ戦で初出場し、PKを決めて初得点も決めた。翌2012年5月19日にはハットトリックを達成し、イヴァン・ストヤノフとともに同シーズンの得点王に輝いた。
2012年7月18日に200万ユーロとされる移籍金で再びメタルルフ・ドネツィクに加入。2015年夏までの契約を満了しリーグでは63試合に出場した。
2015年5月22日にFCディナモ・キーウと3年契約を締結、移籍金はかかっていない。ウクライナ・スーパーカップで移籍後初出場したものの、10人で迎えた後半ロスタイムに2失点を喫して0-2の敗北というデビュー戦となった。しかし彼自身はクロスバー直撃のシュートを始めとした多くのチャンスを作った事で、試合の中で最優秀選手ともされた。移籍後初得点は7月25日に行われたウクライナ・プレミアリーグのFCオリンピク・ドネツィク戦の61分で、この試合のディナモ・キエフは最終的に9人になったものの彼の活躍もあり2-0で勝利した。9月16日に行われたFCポルト戦でUEFAチャンピオンズリーグ初出場を果たし、同月29日のマッカビ・テルアビブFC戦で同大会初得点を記録した。
2017年には中国サッカー・スーパーリーグの天津権健にレンタル移籍をした。
2018年にFCシャフタール・ドネツクに移籍した。
2022年3月16日、SCコリンチャンス・パウリスタに移籍した。

## 代表歴
彼はブラジル人であるがウクライナに長く在籍しているため、ウクライナ代表からの打診があれば国籍を取得しこれを受入れる事を仄めかしている。2019年3月5日、ウクライナのメディアは、モラエスがウクライナの市民権を申請していることを報道した。その後、ウクライナの市民権を得て、2019年3月22日のポルトガル戦において、ウクライナ代表デビューを果たした。

## 家族
スポーツ一家に生まれた。父も元サッカー選手で、CRフラメンゴやサントスに所属した。母はサンパウロ州王者の元テニス選手。兄のブルーノ・モラエスもサッカー選手。また、女きょうだいもおり、サッカーをしていたが怪我のため引退している。

## 個人成績

### クラブ
2020年8月13日現在
| クラブ                 | 年度       | リーグ戦             | リーグ戦 | リーグ戦 | カップ戦 | カップ戦 | UCL  | UCL  | UEL  | UEL  | その他 | その他 | 通算 | 通算 |
| クラブ                 | 年度       | リーグ               | 出場     | 得点     | 出場     | 得点     | 出場 | 得点 | 出場 | 得点 | 出場   | 得点   | 出場 | 得点 |
| ---------------------- | ---------- | -------------------- | -------- | -------- | -------- | -------- | ---- | ---- | ---- | ---- | ------ | ------ | ---- | ---- |
| サントス               | 2007       | セリエA              | 15       | 1        | 0        | 0        | 0    | 0    | 0    | 0    | 6      | 2      | 21   | 3    |
| サントス               | 2008       | セリエA              | 1        | 1        | 0        | 0        | 0    | 0    | 0    | 0    | 4      | 0      | 5    | 1    |
| サントス               | クラブ通算 | クラブ通算           | 32       | 18       | 3        | 2        | 0    | 0    | 0    | 0    | 0      | 0      | 35   | 20   |
| ポンチ・プレッタ       | 2008       | セリエB              | 0        | 0        | 0        | 0        | 0    | 0    | 0    | 0    | 0      | 0      | 0    | 0    |
| ポンチ・プレッタ       | クラブ通算 | クラブ通算           | 0        | 0        | 0        | 0        | 0    | 0    | 0    | 0    | 0      | 0      | 0    | 0    |
| サント・アンドレ       | 2009       | セリエA              | 2        | 1        | 0        | 0        | 0    | 0    | 0    | 0    | 5      | 1      | 7    | 2    |
| サント・アンドレ       | クラブ通算 | クラブ通算           | 2        | 1        | 0        | 0        | 0    | 0    | 0    | 0    | 5      | 1      | 7    | 2    |
| グロリア・ビストリツァ | 2009-10    | リーガ1              | 17       | 10       | 0        | 0        | 0    | 0    | 0    | 0    | 0      | 0      | 17   | 10   |
| グロリア・ビストリツァ | 2010-11    | リーガ1              | 15       | 8        | 3        | 2        | 0    | 0    | 0    | 0    | 0      | 0      | 18   | 10   |
| グロリア・ビストリツァ | クラブ通算 | クラブ通算           | 32       | 18       | 3        | 2        | 0    | 0    | 0    | 0    | 0      | 0      | 35   | 20   |
| CSKAソフィア           | 2011-12    | A PFG                | 24       | 16       | 2        | 1        | 0    | 0    | 0    | 0    | 0      | 0      | 26   | 17   |
| CSKAソフィア           | クラブ通算 | クラブ通算           | 24       | 16       | 2        | 1        | 0    | 0    | 0    | 0    | 0      | 0      | 26   | 17   |
| メタルルフ・ドネツィク | 2012-13    | ウクライナ・プレミア | 23       | 11       | 0        | 0        | 0    | 0    | 4    | 2    | 0      | 0      | 27   | 13   |
| メタルルフ・ドネツィク | 2013-14    | ウクライナ・プレミア | 27       | 19       | 1        | 0        | 0    | 0    | 2    | 0    | 0      | 0      | 30   | 19   |
| メタルルフ・ドネツィク | 2014-15    | ウクライナ・プレミア | 13       | 5        | 0        | 0        | 0    | 0    | 0    | 0    | 0      | 0      | 13   | 5    |
| メタルルフ・ドネツィク | クラブ通算 | クラブ通算           | 63       | 35       | 1        | 0        | 0    | 0    | 6    | 2    | 0      | 0      | 70   | 37   |
| ディナモ・キーウ       | 2015-16    | ウクライナ・プレミア | 20       | 7        | 3        | 1        | 7    | 1    | 0    | 0    | 1      | 0      | 31   | 9    |
| ディナモ・キーウ       | 2016-17    | ウクライナ・プレミア | 16       | 10       | 1        | 2        | 6    | 1    | 0    | 0    | 1      | 0      | 24   | 13   |
| ディナモ・キーウ       | 2017-18    | ウクライナ・プレミア | 18       | 5        | 1        | 0        | 0    | 0    | 11   | 7    | 0      | 0      | 30   | 12   |
| ディナモ・キーウ       | クラブ通算 | クラブ通算           | 54       | 22       | 5        | 3        | 13   | 2    | 11   | 7    | 2      | 0      | 85   | 34   |
| 天津権健 (loan)        | 2017       | 超級                 | 3        | 0        | 1        | 2        | 0    | 0    | 0    | 0    | 0      | 0      | 4    | 2    |
| 天津権健 (loan)        | クラブ通算 | クラブ通算           | 3        | 0        | 1        | 2        | 0    | 0    | 0    | 0    | 0      | 0      | 4    | 2    |
| シャフタール・ドネツク | 2018-19    | ウクライナ・プレミア | 27       | 19       | 3        | 3        | 6    | 3    | 2    | 1    | 1      | 0      | 39   | 26   |
| シャフタール・ドネツク | 2019-20    | ウクライナ・プレミア | 27       | 20       | 1        | 0        | 6    | 2    | 5    | 4    | 1      | 0      | 40   | 26   |
| シャフタール・ドネツク | クラブ通算 | クラブ通算           | 54       | 39       | 4        | 3        | 12   | 5    | 7    | 5    | 2      | 0      | 79   | 52   |
| 総通算                 | 総通算     | 総通算               | 264      | 149      | 19       | 13       | 25   | 7    | 24   | 9    | 9      | 1      | 341  | 179  |

### 代表
2021年3月31日現在
| ウクライナ代表 | 国際Aマッチ | 国際Aマッチ |
| 年             | 出場        | 得点        |
| -------------- | ----------- | ----------- |
| 2019           | 5           | 0           |
| 2020           | 3           | 0           |
| 2021           | 3           | 1           |
| 通算           | 11          | 1           |

## タイトル

### クラブ
サントス
- カンピオナート・パウリスタ：2007

CSKAソフィア
- ブルガリア・スーパーカップ：2011

ディナモ・キーウ
- ウクライナ・プレミアリーグ：2015–16
- ウクライナ・スーパーカップ：2016

シャフタール・ドネツク
- ウクライナ・プレミアリーグ：2018–19, 2019–20
- ウクライナ・カップ：2018–19

### 個人
- ブルガリアプロサッカーリーグ最優秀選手賞：2011-12
- ブルガリアプロサッカーリーグ得点王：2011-12
- ウクライナ・プレミアリーグ得点王：2018-19, 2019-20